# Josip Škaro
Josip Škaro (1956. – Tomislavgrad, 27. prosinca 2013.), bivši bosanskohercegovački nogometni vratar i trener.

## Karijera
Karijeru je započeo u tadašnjoj Budućnosti iz Tomislavgrada. Iz Budućnosti prelazi u zagrebački Dinamo gdje je bio treći vratar. Iz Dinama prelazi u, drugi zagrebački klub, NK Zagreb. Zatim dolazi u Iskru iz Bugojna s kojom ulazi u Prvu jugoslavensku ligu u sezoni 1983./84. Karijeru okončava u kanadskoj Croatiji iz Toronta.
Nakon igračke karijere bavio se trenerskim poslom. Bio je trener vratara u HNK Tomislav, NK Troglav Livno i HŠK Zrinjski Mostar.